# انتخابات سراسری هلند (۲۰۱۷)

آرایش مجلس نمایندگان بعد از انتخابات سراسری ۲۰۱۷ که بیش از ۸۴٪ دارندگان شرایط در آن شرکت کردند

انتخابات سراسری هلند برای انتخاب ۱۵۰ عضو پارلمان این کشور در ۱۵ مارس ۲۰۱۷ برابر با ۲۵ اسفند ۱۳۹۶ برگزار شد.
از سال ۲۰۰۲ تا ۲۰۱۲ همهٔ کابینه‌ها در میانهٔ راه استعفاء دادند و هیچ‌کدام نتوانستند دورهٔ چهارسالهٔ دولت را تکمیل کنند. تنها در همین سال‌ها پنج انتخابات برگزار شد. در انتخابات ۲۰۱۲ حزب کارگر و حزب مردم برای آزادی و دموکراسی شانه به شانه برای کسب مقام نخست‌وزیری جنگیدند و توانستند کرسی‌های لازم برای کسب اکثریت مطلق را به‌دست آورند. مارک روته از حزب مردم برای آزادی و دموکراسی همراه با حزب کارگر، دولتی ائتلافی تشکیل داد و حزب دموکرات مسیحی را که بر دولت حاکم بود از قدرت پایین کشید و باعث شد تا حزب «برای آزادی» کاملاً به یک اپوزیسیون تبدیل شود.

## روش
مجلس نمایندگان یا مجلس دوم (Tweede Kamer) از ۱۵۰ کرسی تشکیل شده که با روش تناسبی در یک حوزهٔ انتخابیهٔ سراسری توسط مردم برگزیده می‌شوند. به طور سنتی مقام نخست‌وزیری به رهبر حزبی می‌رسد که بیشترین آرا را در انتخابات به‌دست آورده باشد. همین مسأله باعث می‌شود تا احزاب و رأی‌دهندگان بر آرای خود بیشتر متمرکز شوند.